# Petermann (Name)
Petermann ist ein deutscher Vor- und Familienname.

## Namensträger

### Vorname
- Petermann von Gundoldingen († 1386), Bürgermeister von Luzern
- Petermann I. von Grünenberg (vor 1329–1375 oder 1376), Ritter
- Petermann von Wabern († um 1491), Schultheiss der Stadt Bern

### Familienname
- Andreas Petermann (Theologe) (um 1535–1611), deutscher Theologe und Kreuzkantor
- Andreas Petermann (Mediziner) (1649–1703), deutscher Mediziner und Philosoph
- Andreas Petermann (Radsportler) (* 1957), deutscher Radrennfahrer und Radsporttrainer
- André Petermann (1922–2011), Schweizer Physiker
- Anke Petermann, deutsche Hörfunkjournalistin
- August Petermann (1822–1878), deutscher Geograf und Kartograf
- Axel Petermann (* 1952), deutscher Kriminalist und Autor
- Bartholomäus Petermann (1589–1606), Kreuzkantor in Dresden
- Bernd Petermann (1927–2009), deutscher Politiker (CDU)
- Cantor Petermann, deutscher Schriftsteller (1818–1878), siehe Adolf Widmann
- Ernst Petermann (Theaterleiter) († nach 1830), deutscher Schauspieler und Theaterleiter
- Ernst Petermann (Unterhaltungskünstler) (1889–1970), deutscher Unterhaltungskünstler und Schriftsteller
- Erwin Petermann (1904–1989), deutscher Museumsdirektor
- Felix Petermann (* 1984), deutscher Eishockeyspieler
- Frank Petermann (* 1947), deutscher Science-Fiction-Autor
- Franz Petermann (1953–2019), deutscher Psychologe
- Georg Petermann (1710–1792), deutscher evangelischer Theologe
- Hedwig Petermann (1877–1968), deutsche Stilllebenmalerin und Grafikerin
- Heinrich Petermann (1803–1864), Landwirt und Mitglied des kurhessischen Landtags
- Heinz Petermann (1909–1972), deutscher Landwirt, Präsident des Raiffeisenverbandes Hannover
- Helga Petermann (1933–2001), deutsche Journalistin und Schriftstellerin, siehe Leona Siebenschön
- Hermann Petermann (Philologe) (1827–1874), deutscher Philologe und Gymnasialdirektor
- Hermann Petermann (Politiker) (1897–1977), deutscher Unternehmer und Politiker (NSDAP, FDP)
- Horst Petermann (* 1944), Schweizer Koch deutscher Herkunft
- Jens Petermann (* 1963), deutscher Politiker (Die Linke), MdB
- Johannes Petermann (1886–1961), deutscher Politiker (Zentrum, CDU)
- Joseph Pétermann (1869–1935), Schweizer Industrieller
- Julius Heinrich Petermann (1801–1876), deutscher Orientalist
- Karl Petermann (Demokratenführer) (1807–1866), Demokratenführer in Mecklenburg-Strelitz
- Karl Petermann (Politiker) (* 1821), Abgeordneter in Reuß jüngerer Linie
- Karl Petermann (Ingenieur) (1929–1983), deutscher Ingenieur und Wirtschaftsmanager
- Karl Maximilian Wilhelm Petermann (1722–1794), deutscher Jurist und Autor
- Klaus Petermann (* 1951), deutscher Elektroingenieur und Hochschullehrer
- Kurt Petermann (1930–1984), deutscher Musik- und Tanzwissenschaftler
- Lena Petermann (* 1994), deutsche Fußballspielerin
- Mary Locke Petermann (1908–1975), US-amerikanische Chemikerin und Hochschullehrerin
- Philip Petermann (* 1991), österreichischer Fußballtorhüter
- Reinhard E. Petermann (1859–1932), österreichischer Schriftsteller und Journalist
- Reinhold Petermann (1925–2016), deutscher Bildhauer, Maler und Dichter
- Roy Petermann (* 1957), deutscher Koch
- Simon Petermann (* 1982), Schweizer Jazzmusiker
- Stefan Petermann (* 1978), deutscher Autor
- Thomas Hunsteger-Petermann (* 1953), deutscher Kommunalpolitiker (CDU), Oberbürgermeister von Hamm
- Ulrike Petermann (* 1954), deutsche Kinderpsychologin
- Werner Petermann (1947–2025), deutscher Ethnologe, Lektor, Publizist, Autor und Übersetzer
- Wilhelm Ludwig Petermann (1806–1855), deutscher Botaniker
- Wolfgang Petermann (1919–?), deutscher Kaufmann und Politiker (NDPD)

### Pseudonym
- Petermann, Deckname des DDR-Spions Dieter Feuerstein (* 1955)

### Tiere
- Petermann (Schimpanse) (1947–1985), dressierter Schimpanse des Kölner Zoos